# 10441 ван Рейкефорсел
10441 ван Рейкефорсел (10441 van Rijckevorsel) — астероїд головного поясу, відкритий 17 жовтня 1960 року.
Тіссеранів параметр щодо Юпітера — 3,364.